# Rasheem Richards
Rasheem Richards (Charlotte Amalie, 9 agosto 1990) è un ex cestista americo-verginiano.

## Carriera
Con le Isole Vergini Americane ha disputato i Campionati americani del 2009.